# Transkulturation
Transkulturation bezeichnet in den Kulturwissenschaften die Einflussnahme einer Kultur auf andere Kulturen. Der Begriff wurde ab den 1930er Jahren vom kubanischen Anthropologen Fernando Ortiz Fernández geprägt, in bewusster Abgrenzung zum damals in der amerikanischen Anthropologie verbreiteten Begriff der Akkulturation (Anpassung von gesellschaftlichen Kulturen an Nachbarkulturen).
Transkulturation erfolgt unter anderem durch die Migration (historisch beispielsweise die Verschleppung von afrikanischen Sklaven nach Amerika), durch offizielle Machtpolitik  oder durch Einflussnahme auf die Massenmedien sowie die ursprüngliche Sprache, wobei kurz- oder langfristig Mischsprachen entstehen können.
Wichtige Transkulturationen:
- Hellenisierung zur Zeit des Hellenismus (antikes Griechenland)
- Romanisierung zur Zeit des Römischen Reiches
- Christianisierung, vor allem während der europäischen Expansion
- Islamisierung, vor allem während der islamischen Expansion
- Hispanisierung Mittel- und Südamerikas
- Anglisierung Nordamerikas, Australiens und Neuseelands
- Französisierung Brüssels im 19. und 20. Jahrhundert
- Magyarisierung, Germanisierung und Russifizierung im 19. und 20. Jahrhundert
- Italianisierung, durch den italienischen Faschismus geprägte Politik nach dem Ersten Weltkrieg
- Amerikanisierung seit dem 20. Jahrhundert
- Japonismus als Einflussnahme der japanischen Kultur in fremde Kulturen
- Sinisierung als  Einflussnahme der chinesischen Kultur in fremde Kulturen, beispielsweise in Tibet
- Russifizierung der Ukraine und anderer Völker der ehemaligen Sowjetunion
- Ukrainisierung der Ukraine